# Зердапски рејон
Зердапски рејон (азер. Zərdab rayonu), једна је од 78 административно-територијалних јединица Азербејџана. Налази се у пределу региона Аран. Административни центар рејона се налази у граду Зердаб. 
Зердапски рејон обухвата површину од 860 km² и има 54.000 становника (подаци из 2011). 
Административно, рејон се даље дели у 41 мању општину.